# Купа на европейските шампиони 1957/58
Купата на европейските шампиони 1957/58 е 3-то издание на турнира. 24 клубни отбора участват в него, в това число 23 национални шампиона и испанския вицешампион Севиля, тъй като шампионът Реал Мадрид участва автоматично като носител на трофея от предходния сезон.
Участниците играят в чист турнирен формат със срещи на разменено гостуване (изключение: финалът) за короната на европейския клубен футбол. При равенство след двете срещи, се изиграва трети мач на неутрален терен. В случай че и той свършва наравно, победителят се определя чрез хвърляне на монета. 16 отбора започват в предварителния кръг, останалите 8 стартират от осминафиналите.
Финалът се играе на 28 май 1958 г. на стадион Хейзел в Брюксел пред 67.000 зрители. Реал Мадрид печели с 3:2 след продължения срещу Милан и третото издание на турнира. Голмайстор става аржентинецът Алфредо ди Стефано от Реал Мадрид с 10 попадения.
Този сезон попада в сянката на трагедията от 6 февруари 1958 г., когато полет 609 на Британските авиолинии катастрофира на летище Мюнхен-Рийм. В самолетът се намира отборът на Манчестър Юнайтед, пътуващ от Белград на върщане от четвърфиналния реванш срещу Цървена звезда (краен резултат 3:3). Машината не успява да набере височина при излитането, при което 23 души загиват, в това число 8 играчи на Юнайтед.

## Предварителен кръг
Първите срещи се състоят между 4 септември и 2 октомври, а реваншите са между 25 септември и 13 октомври 1957 г.
|                   | Общ резултат |                       | 1-ви мач | 2-ри мач |
| ----------------- | ------------ | --------------------- | -------- | -------- |
| Севиля            | 3:1          | Бенфика Лисабон       | 3:1      | 0:0      |
| Орхус             | 3:0          | Гленейвън             | 0:0      | 3:0      |
| ЦДНА София        | 3:7          | Вашаш Будапеща        | 2:1      | 1:6      |
| Гвардия Варшава   | 4:4          | Висмут                | 3:1      | 1:3      |
| Шамрок Роувърс    | 2:9          | Манчестър Юнайтед     | 0:6      | 2:3      |
| Стад Дюделанж     | 1:14         | Цървена зезда Белград | 0:5      | 1:9      |
| Глазгоу Рейнджърс | 4:3          | Сент Етиен            | 3:1      | 1:2      |
| Милан             | 6:6          | Рапид Виена           | 4:1      | 2:5      |

### Трета среща
Срещите се играят на 15 и 30 октомври 1957 г.
|        | Резултат |                 |
| ------ | -------- | --------------- |
| Висмут | 01:1(1)  | Гвардия Варшава |
| Милан  | 4:2      | Рапид Виена     |

## 1. Кръг
Първите срещи се състоят между 31 октомври и 27 ноември, а реваншите са между 23 ноември и 11 декември 1957 г.
|                   | Общ резултат |                       | 1-ви мач | 2-ри мач |
| ----------------- | ------------ | --------------------- | -------- | -------- |
| Антверпен         | 2:5          | Реал Мадрид           | 1:2      | 1:3      |
| Норшьопинг        | 3:4          | Цървена зезда Белград | 2:2      | 1:2      |
| Висмут            | 1:4          | Аякс Амстердам        | 1:3      | 0:1      |
| Йънг Бойс         | 2:3          | Вашаш Будапеща        | 1:1      | 1:2      |
| Манчестър Юнайтед | 3:1          | Дукла Прага           | 3:0      | 0:1      |
| Севиля            | 4:2          | Орхус                 | 4:0      | 0:2      |
| Борусия Дортмунд  | 5:5          | ЦЦА Букурещ           | 3:1      | 2:4      |
| Глазгоу Рейнджърс | 1:6          | Милан                 | 1:4      | 0:2      |

### Трета среща
Срещата се играе на 29 декември 1957 г.
|                  | Резултат |             |
| ---------------- | -------- | ----------- |
| Борусия Дортмунд | 3:1      | ЦЦА Букурещ |

## Четвъртфинал
Първите срещи се състоят между 14 януари и 12 февруари, а реваншите са между 5 февруари и 26 март 1958 г.
|                   | Общ резултат |                       | 1-ви мач | 2-ри мач |
| ----------------- | ------------ | --------------------- | -------- | -------- |
| Реал Мадрид       | 10:2         | Севиля                | 8:0      | 2:2      |
| Манчестър Юнайтед | 5:4          | Цървена зезда Белград | 2:1      | 3:3      |
| Аякс Амстердам    | 2:6          | Вашаш Будапеща        | 2:2      | 0:4      |
| Борусия Дортмунд  | 2:5          | Милан                 | 1:1      | 1:4      |

## Полуфинал
Първите срещи се състоят на 2 април и 8 май, а реваншите са на 16 април и 14 май 1958 г.
|                   | Общ резултат |                | 1-ви мач | 2-ри мач |
| ----------------- | ------------ | -------------- | -------- | -------- |
| Реал Мадрид       | 4:2          | Вашаш Будапеща | 4:0      | 0:2      |
| Манчестър Юнайтед | 2:5          | Милан          | 2:1      | 0:4      |

## Финал
| 28 май 1958 |

| Реал Мадрид                         | 3 – 2 (след продължения) | Милан                  |
| ----------------------------------- | ------------------------ | ---------------------- |
| ди Стефано 74' Риал 79' Дженто 107' |                          | Скиафино 69' Грило 77' |

| Хейзел, Брюксел 67 000 зрители Съдия: Алберт Астеен |

| КЕШ 1957/58             |
| ----------------------- |
| Испания                 |
| Реал Мадрид Трета титла |